# Citizen Developer
Ein Citizen Developer ist ein Endbenutzer, der neue Anwendungen, Programme oder Systeme erstellt, indem er Entwicklungsumgebungen verwendet, die ihm von der Unternehmens-IT zur Verfügung gestellt werden. Doch allgemein betrachtet, ist ein Citizen Developer kein professioneller Programmierer, sondern ein Nutzer, der ausreichend technisches Verständnis besitzt, um die an ihn gestellten Anforderungen zu erfüllen.
Dabei handelt es sich nicht um einen professionellen Programmierer, sondern um einen Anwender, der mit seinen erworbenen Kenntnissen in der Lage ist, Geschäftsanwendungen selbst zu erstellen. Zur Unterstützung sollten Unternehmensstandards, Schulungen und Best Practises von einer führenden Stelle, wie einem Center of Excellence, oder der zentralen IT in den Entwicklungsprozess mit einbezogen werden, gerade wenn es um schwierige Herausforderungen wie Sicherheit oder die Entwicklung von mobilen Anwendungen geht. Empfehlenswert ist dabei die Arbeit mit deklarativen Werkzeugen, wie beispielsweise Low-Code-Plattformen, denn diese ermöglichen es, mit vergleichsweise wenig technischem Verständnis und ohne große Programmierfähigkeiten Anwendungslösungen zu erstellen.

## Chancen
- In der Theorie lassen sich neue Kapazitäten erschließen, denn durch Betreuung und Coaching von Citizen Developern resultiert die Möglichkeit, neue Fachkräfte mit verhältnismäßig wenig Aufwand zu fördern.[4]
- Aus Umfragen von Unisphere Research und Kintone geht hervor, dass Citizen Developer einige oder alle ihre Anwendungen außerhalb des normalen IT-Managements erstellen.[3]
- Citizen Developer können eine wichtige Rolle in der digitalen Transformation einnehmen, da Personen mit wenig oder keinen IT-Kenntnissen in die Lage versetzt werden, Anwendungen zu erzeugen.

## Risiken
- Förderung der Schatten-IT, da die erstellte Software von keinem Fachmann entwickelt wurde und die Software qualitativ schlechter sein kann.
- Die Integration  von Anwendungen ist in der Regel eine große Herausforderung und kann zumeist von Citizen Developern selbst gelöst werden, wenn diese nach Unternehmensstandards mit iPaaS-Plattformen arbeiten.

## Standards und Frameworks
Zur Harmonisierung von Entwicklungstätigkeiten der Citizen Developer, ist eine Standardisierung in der Erstellung von Softwareanwendungen und -prozessen notwendig. Hierbei sind Frameworks und Schulungsmaßnahmen für Citizen Developer zu empfehlen. Aktuell können noch keine einheitlichen und allgemein gültigen Frameworks in der Wissenschaft abgeleitet werden, jedoch zeigen erste Ansätze der Wirtschaftsinformatik, dass auf Basis des jeweiligen Unternehmens abteilungsübergreifende Frameworks und Standards sinnvoll sind.